# Брейтгаупт, Вильгельм
Фридрих Вильгельм Фердинанд Риттер фон Брейтгаупт (нем. Wilhelm Ritter von Breithaupt; 5 сентября 1809, Кассель — 26 марта 1889, Кассель) — немецкий артиллерист и изобретатель.

## Биография
С 1825 года состоял на артиллерийской службе Гессен-Кассельского княжества. Отличался изобретательностью и научными достижениями. Будучи капитаном в 1854 году изобрёл кольцевой взрыватель.
В 1859 перешёл майором в австрийскую императорскую артиллерию.
В 1862 году был возведён в дворянство. В 1867 году вышел в отставку и поселился в Касселе, где и умер 26 марта 1889 г.
Брейтгаупт предложил принятую ещё в 1853 году для австрийских шрапнелей — дистанционную трубку с кольцевым составом. Вскоре его изобретение было применено сэром В. Армстронгом к шрапнелям английских нарезных орудий. Основная идея Брейтгаупта нашла себе применение в артиллериях всех государств, включая и Россию.
Автор «Systematik des Zünder-Wesens» (Кассель, 1868) и «Das Spränggeschossfeuer» (Кассель, 1877).